# Hartha (Klipphausen)
Hartha ist ein Dorf in der Ortschaft Gauernitz, die zur Gemeinde Klipphausen im Landkreis Meißen, Sachsen, gehört.

## Geographie
Hartha ist ein aus zwei denkmalgeschützten Vierseithöfen bestehender Bauernweiler mit eigener Gemarkung zwischen Meißen und Dresden. Es liegt im Meißner Hochland am Rande des Abhangs zum Saubachtal. Benachbarte Dörfer sind die Gauernitzer Ortsteile Pinkowitz im Norden und Constappel im Nordosten sowie die zur Ortschaft Klipphausen gehörenden Dörfer Kleinschönberg im Südosten und Röhrsdorf im Westen.

## Geschichte

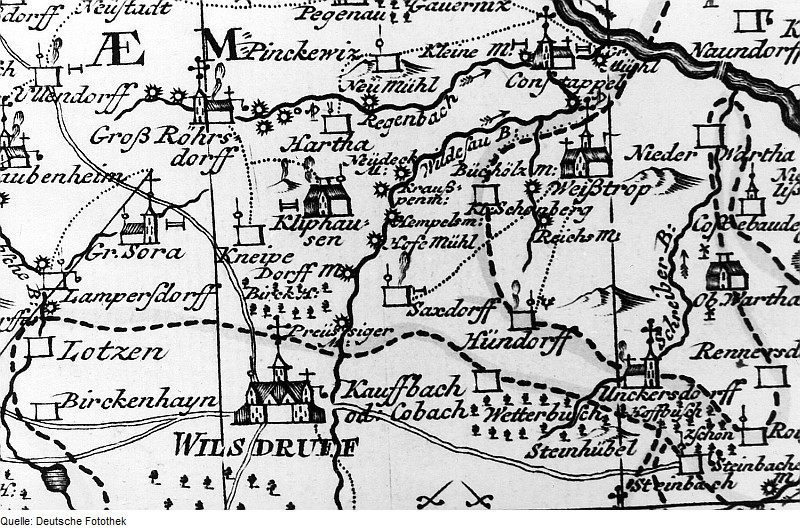
Hartha auf einer Karte des Amtes Meißen von 1750

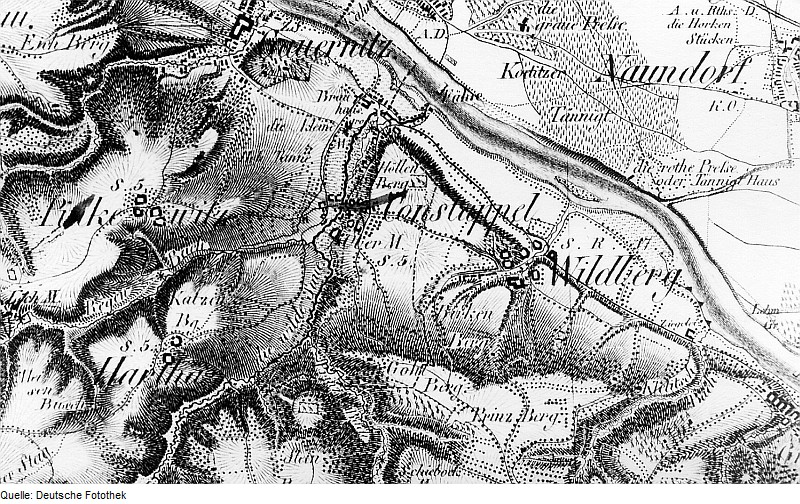
Hartha auf einer Karte aus dem 19. Jahrhundert

Erstmals urkundlich erwähnt wurde die Siedlung 1378 als „Harta“, 1515 taucht die Bezeichnung „zu der Harte“ auf. Verwaltet wurde das Dorf vom Erbamt Meißen. Die Grundherrschaft oblag der Pfarre Constappel, in die der Ort eingepfarrt war. Hartha verfügte im Jahr 1900 über eine 71 Hektar große Blockflur. Zunächst als Landgemeinde eigenständig, wurde Hartha am 1. April 1937 nach Gauernitz eingemeindet. Als Teil dieser früheren Gemeinde, die ebenso wie Scharfenberg den Status einer Ortschaft besitzt, kam Hartha am 1. Januar 1999 zur Gemeinde Klipphausen. Da Hartha eine zu geringe Einwohnerzahl aufweist, besitzt es keinen Status als Ortsteil.

### Einwohnerentwicklung
| Jahr | Einwohner        |
| ---- | ---------------- |
| 1547 | 2 besessene Mann |
| 1764 | 2 besessene Mann |
| 1834 | 27               |
| 1871 | 22               |
| 1890 | 23               |
| 1910 | 23               |
| 1925 | 23               |
| 1939 | siehe Gauernitz  |